# Kanton Saint-Chaptes
Kanton Saint-Chaptes (francouzsky Canton de Saint-Chaptes) je francouzský kanton v departementu Gard v regionu Languedoc-Roussillon. Tvoří ho 16 obcí.

## Obce kantonu
- Aubussargues
- Baron
- Bourdic
- Collorgues
- Dions
- Foissac
- Garrigues-Sainte-Eulalie
- La Calmette
- La Rouvière
- Montignargues
- Moussac
- Sainte-Anastasie
- Saint-Chaptes
- Saint-Dézéry
- Saint-Geniès-de-Malgoirès
- Sauzet